# Festetics Pál (alezredes)
Tolnai gróf Festetics Pál (Baltavár, 1725. november 11. – 1782. szeptember 10.) huszár alezredes, majd földbirtokos.

## Élete
Festetics József és szentgyörgyi Horváth Erzsébet elsőszülött fiúgyermeke. Baltaváron született 1725-ben és ott is temették el 1782-ben.
Bécsben tanult, s egy ideig a bécsi kormányszéknél dolgozott. Festetics Pál alezredes és fivére, Festetics Károly magyar grófi címet nyert Mária Terézia magyar királynőtől 1766. november 5-én.
1757-ben vette át a tolnai birtokot atyjától. A tolnai uradalom (Tolna, Kakasd, Belac, Kokovics, Kés) 100 évig volt a család kezén.
Feleségével többnyire Baltaváron tartózkodott. Tolnára inkább csak látogatóba jött.
Egy ilyen látogatás alkalmával, 1765. június 6-án, Úrnapján égett le a mai templom elődje, a Kapuváry-féle templom. Ekkor a kegyúr kezdeményezésére és felajánlása alapján indult meg az építkezés még ugyanabban az évben.
Feleségétől, Kajetana von Stillfried und Rathenitz-től hét gyermeke született; József (1758–1854), Konstantina Mária Anna (1761–1826), Aloisia (1765–1813), Péter (1768–1803), Mária (1770–1828), János Nepomuk József Albert (1776–1815) és Julianna (1778–?)